# Goudok
Goudok (Гудо́к en russe, signifiant « Le Sifflet ») est un quotidien du syndicat professionnel des travailleurs des chemins de fer russes fondé le 23 décembre 1917. Il est principalement spécialisé en thématiques du monde et du marché du transport et plus particulièrement du transport ferroviaire. L'adresse de la rédaction se trouve au no 38/2, rue Staraïa Basmannaïa à Moscou. Le Goudok parait dans vingt-cinq villes russes.

## Historique
Fondé en 1917, le journal commence à paraitre régulièrement du lundi au vendredi à partir de 1920. Dans les années 1920 également, il gagne en popularité grâce à la rubrique satirique qui publie les feuilletons, dont certains inspirés des lettres de ses lecteurs. Au fil du temps, le Goudok compte parmi ses collaborateurs Valentin Kataïev, Iouri Olecha, Sacha le Rouge, Mikhaïl Boulgakov, Constantin Paoustovski, Mikhaïl Zochtchenko, Vassili Lebedev-Koumatch, Ilf et Pétrov. 
La rédaction du journal reçoit l'ordre du Drapeau rouge du Travail en 1958.
En 1971, sa diffusion est estimée à environ 700 000 exemplaires. 
En 2004, après la suppression du Ministère des transports et l'institution de la Compagnie des chemins de fer russes, les actions du Goudok appartiennent à l'Agence fédérale de gestion des biens publics (ru).
Depuis 2007, le journal est imprimé en couleurs.
En 2012, le journal emploie 250 personnes, dont cent journalistes.

### Lire aussi
- Liste de journaux en Russie